# Daphne (eiland)
Daphne Major en Daphne Minor zijn twee kleine Galapagoseilanden. De eilanden liggen acht kilometer ten noorden van Santa Cruz ongeveer drie kilometer van elkaar af. Het zijn allebei vulkaankegels die door de zee zwaar geërodeerd zijn met plaatselijk steile wanden van lavarotsen. Daphne Major is ongeveer 25 ha en Daphne Minor is 3 ha groot
De eilanden zijn niet toegankelijk voor toeristen. Daphne Major is alleen toegankelijk met speciale toestemming. Wel liggen rond de eilanden plaatsen die voor duikers toegankelijk zijn.

## Fauna
Op Daphna Major broeden nazcagenten, blauwvoetgenten en roodsnavelkeerkringvogels. Het eiland is ook bekend als thuisbasis van het echtpaar Grant, dat tientallen jaren onderzoek deed aan darwinvinken. Zij toonden aan dat ook op korte termijn evolutieprocessen die de vorm van de snavel bepalen een rol spelen en daardoor soortvorming in de hand werken.
Het zeegebied rond de eilanden is rijk aan haaien, roggen, zeeschildpadden en bijzondere vissoorten die zich ophouden rond de onderwater gelegen lavaformaties.

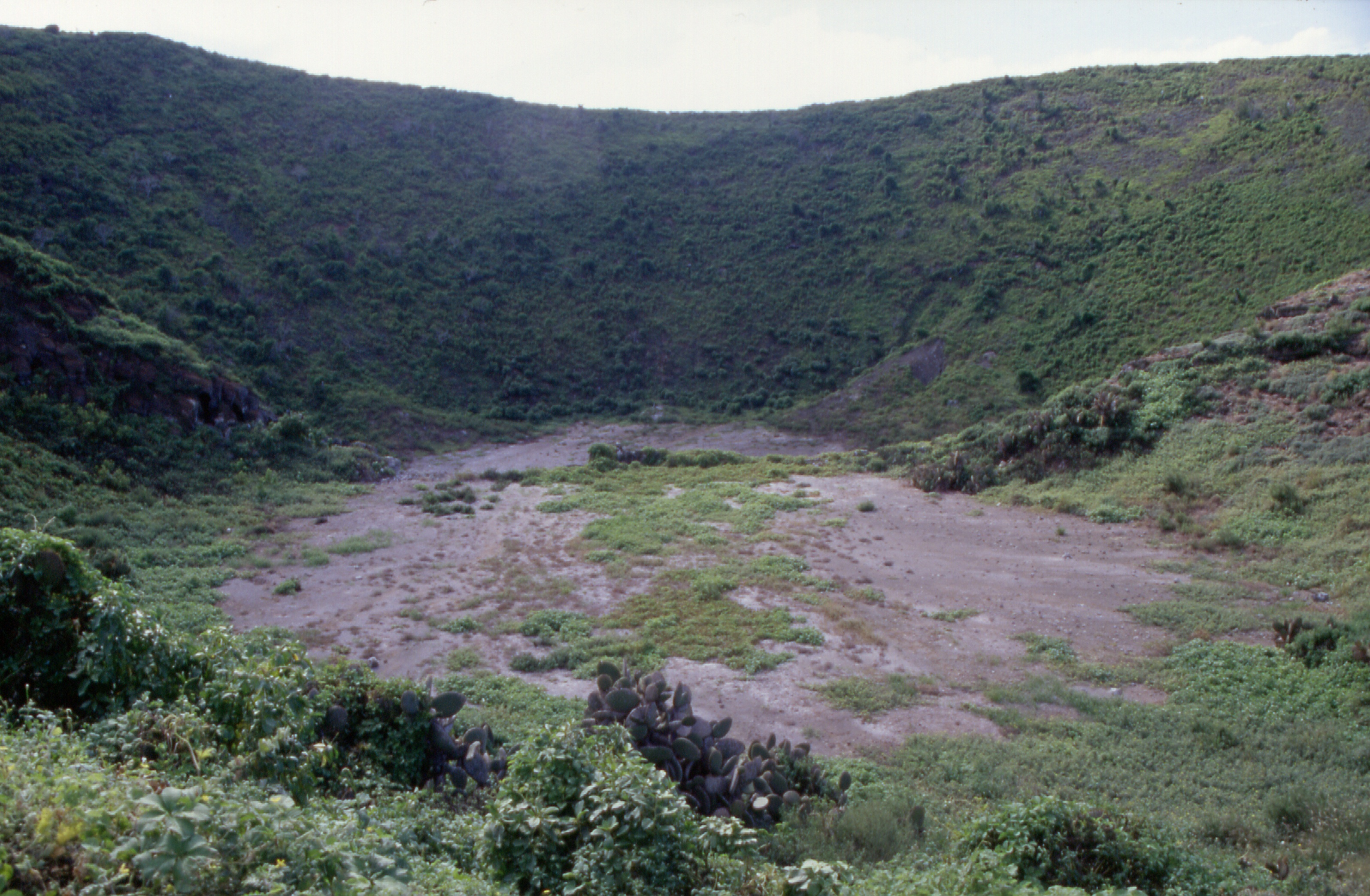
Krater op Daphne Major
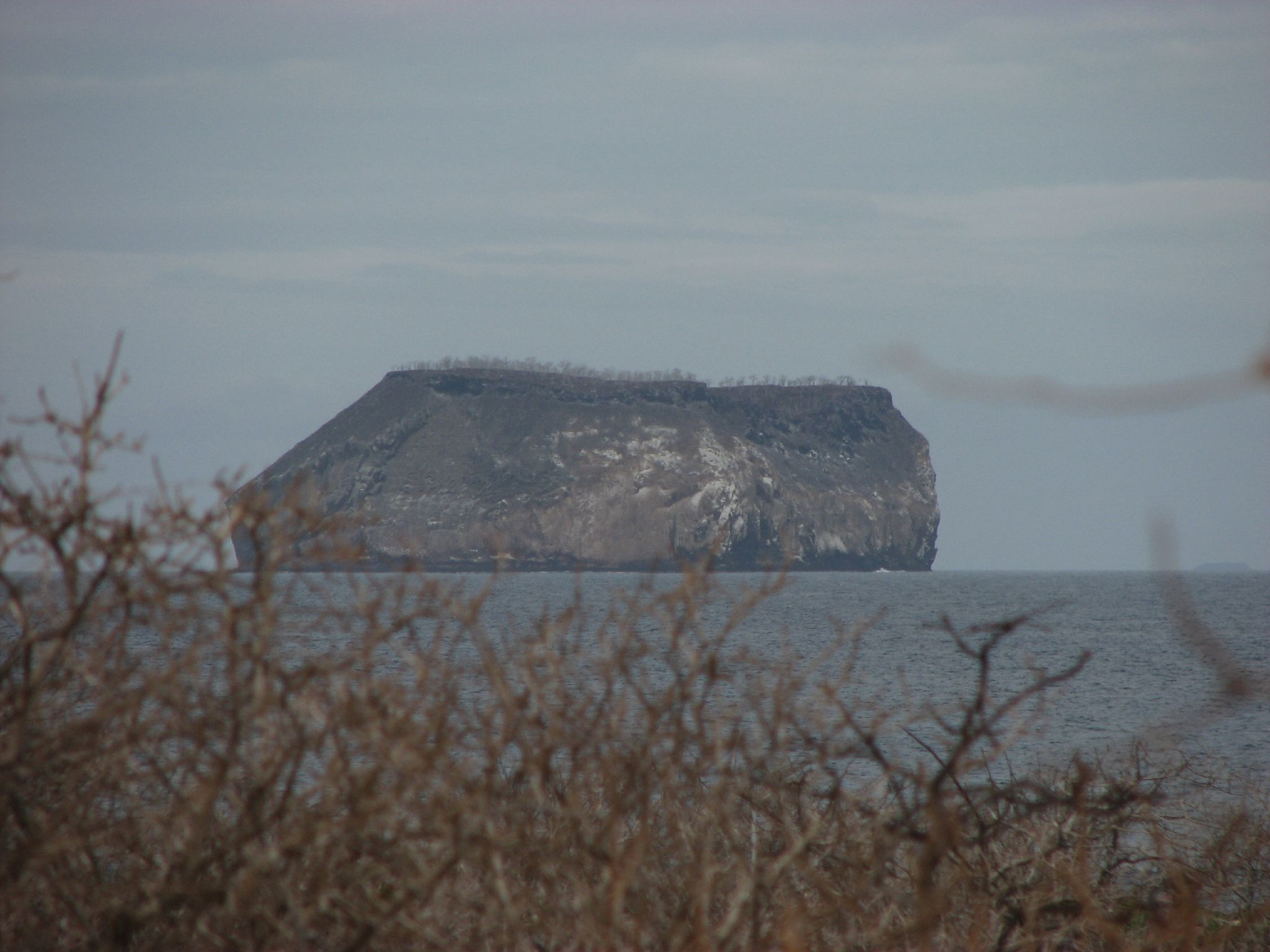
Daphne Minor